# Slobodanka Čolović
Pour les articles homonymes, voir Colovic.
Slobodanka Čolović, née le 10 janvier 1965 à Osijek, est une athlète croate, spécialiste du courses de demi-fond, qui représentait la Yougoslavie. 
Elle courait principalement sur 800 m et a connu ses meilleurs résultats lors des championnats d'Europe d'athlétisme en salle.

## Palmarès

### Championnats du monde d'athlétisme
- Championnats du monde d'athlétisme de 1987 à Rome (Italie)
  - 8e sur 800 m

### Championnats d'Europe d'athlétisme en salle
- Championnats d'Europe d'athlétisme en salle de 1985 à Le Pirée (Grèce)
  - 5e sur 800 m
- Championnats d'Europe d'athlétisme en salle de 1986 à Madrid (Espagne)
  -  Médaille de bronze sur 800 m
- Championnats d'Europe d'athlétisme en salle de 1987 à Liévin (France)
  - 6e sur 800 m
- Championnats d'Europe d'athlétisme en salle de 1988 à Budapest (Hongrie)
  - 4e sur 800 m